# Pedro Quintana Arias
Pedro Quintana Arias, auch kurz Pedro Quintana (* 22. Januar 1989 in León) ist ein spanischer Biathlet.
Pedro Quintana Arias, Student aus Leon, betreibt seit 2005 Biathlon. Seitdem gehört der von Manuel Valiñas trainierte und für La Tercia startende Athlet dem spanischen Nationalkader an. Noch im selben Jahr debütierte er im Junioren-Europacup. Sein erstes Großereignis lief der Spanier 2007 bei der Junioren-Weltmeisterschaft in Martell. Bestes Ergebnis war ein 35. Platz im Einzel. Ein Jahr später war in Ruhpolding ein 37. Platz in der Verfolgung bestes Resultat. Im Sommer startete Quintana Arias bei den Juniorenwettbewerben der Sommerbiathlon-Weltmeisterschaften 2008 in der Haute-Maurienne und erreichte als bestes Ergebnis einen 19. Platz im Sprintwettbewerb auf Skirollern. Auch 2009 startete der junge Spanier bei den Juniorenweltmeisterschaft in Canmore.
Zur Saison 2008/09 debütierte Quintana Arias in Obertilliach bei einem Rennen des IBU-Cup und wurde 102. eines Einzels. Nur wenig später stabilisierten sich die Leistungen das Spaniers jedoch bei Platzierungen im 50er-Bereich. Saisonhöhepunkt wurde die Teilnahme an den Biathlon-Weltmeisterschaften 2009 in Pyeongchang, wo er 108. im Einzel und 94. im Sprintwettbewerb wurde.
Auf nationaler Ebene tritt Quintana Arias auch bei Skilanglaufrennen, vor allem bei den spanischen Meisterschaften, an, ohne jedoch Top-Platzierungen zu erreichen.

## Weltcupstatistik
Die Tabelle zeigt alle Platzierungen (je nach Austragungsjahr einschließlich Olympische Spiele und Weltmeisterschaften).
- 1.–3. Platz: Anzahl der Podiumsplatzierungen
- Top 10: Anzahl der Platzierungen unter den ersten zehn (einschließlich Podium)
- Punkteränge: Anzahl der Platzierungen innerhalb der Punkteränge (einschließlich Podium und Top 10)
- Starts: Anzahl gelaufener Rennen in der jeweiligen Disziplin

| Platzierung                      | Einzel | Sprint | Verfolgung | Massenstart | Staffel | Gesamt |
| -------------------------------- | ------ | ------ | ---------- | ----------- | ------- | ------ |
| 1. Platz                         |        |        |            |             |         |        |
| 2. Platz                         |        |        |            |             |         |        |
| 3. Platz                         |        |        |            |             |         |        |
| Top 10                           |        |        |            |             |         |        |
| Punkteränge                      |        |        |            |             |         |        |
| Starts                           | 1      | 1      |            |             |         | 2      |
| Stand: nach der Saison 2009/2010 |        |        |            |             |         |        |